# Збірна Греції з хокею із шайбою
Збірна Греції з хокею із шайбою була зібрана в 1984 році і є асоційованим членом Міжнародної федерації хокею. Виступає в ІІІ-му дивізіоні-кваліфікації чемпіонатів світу з хокею й займає 45 місце в табелі рангів Міжнародної федерації хокею.

## Список гравців команди (сезон 2008-2009 років)
| Нападники | Нападники | Нападники                   | Нападники | Нападники    | Нападники       |                              |
| --------- | --------- | --------------------------- | --------- | ------------ | --------------- | ---------------------------- |
| #         |           | Гравець                     | Позиція   | Правша/Лівша | Дата народження | Клуб                         |
| 2         | Греція    | Грігоріс Апостолідіс        | Нападник  | Правша       | 5 серпня 1969   | Iptamenoi Pagodromoi Athinai |
| 3         | Греція    | Лазарос Ефкарпідіс          | Нападник  | Лівша        | 18 лютого 1979  | Iptamenoi Pagodromoi Athinai |
| 6         | Греція    | Георгіос Кулелес            | Нападник  | Правша       | 2 жовтня 1983   | Iptamenoi Pagodromoi Athinai |
| 8         | Греція    | Іасонас Пахос               | Нападник  | Правша       | 3 серпня 1985   | Iptamenoi Pagodromoi Athinai |
| 10        | Греція    | Александрос Валсамас-Ралліс | Нападник  | Правша       | 1 жовтня 1984   | Iptamenoi Pagodromoi Athinai |
| 12        | Греція    | Кіріакос Адамідіс           | Нападник  | Лівша        | 3 грудня 1990   | ПАОК                         |
| 13        | Греція    | Іоанніс Куфіс               | Нападник  | Правша       | 25 січня 1965   | Iptamenoi Pagodromoi Athinai |
| 15        | Греція    | Темістокліс Ламбрідіс       | Нападник  | Правша       | 17 серпня 1984  | Iptamenoi Pagodromoi Athinai |
| 16        | Греція    | Віктор Матеевіці            | Нападник  | Правша       | 20 вересня 1984 | Iptamenoi Pagodromoi Athinai |
| 17        | Греція    | Йоргос Адамідіс             | Нападник  | Лівша        | 24 січня 1965   | ПАОК                         |
| 19        | Греція    | Йоргос Калівас              | Нападник  | Лівша        | 6 грудня 1978   | Iptamenoi Pagodromoi Athinai |
| 21        | Греція    | (C) Дімітріс Калівас        | Нападник  | Лівша        | 11 грудня 1973  | Iptamenoi Pagodromoi Athinai |

| Захисники | Захисники | Захисники            | Захисники | Захисники    | Захисники        |                              |
| --------- | --------- | -------------------- | --------- | ------------ | ---------------- | ---------------------------- |
| #         |           | Грацець              | Позиція   | Правша/Лівша | Дата народження  | Клуб                         |
| 5         | Греція    | Нікос Хадзіянніс     | Захисник  | Лівша        | 20 січня 1978    | Iptamenoi Pagodromoi Athinai |
| 9         | Греція    | (A) Іоанніс Зіакас   | Захисник  | Лівша        | 31 липня 1972    | Iptamenoi Pagodromoi Athinai |
| 11        | Греція    | (A) Орестіс Тіліос   | Захисник  | Лівша        | 7 листопада 1974 | Iptamenoi Pagodromoi Athinai |
| 22        | Греція    | Костас Лембесіс      | Захисник  | Правша       | 6 січня 1972     | Iptamenoi Pagodromoi Athinai |
| 23        | Греція    | Панайотіс Ятрідіс    | Захисник  | Лівша        | 18 жовтня 1978   | Iptamenoi Pagodromoi Athinai |
| 24        | Греція    | Ніколаос Пападопулос | Захисник  | Правша       | 22 грудня 1987   | Пардубиці                    |

| Воротарі | Воротарі | Воротарі        | Воротарі | Воротарі     | Воротарі          |                              |
| -------- | -------- | --------------- | -------- | ------------ | ----------------- | ---------------------------- |
| #        |          | Гравець         | Позиція  | Правша/Лівша | Дата народження   | Клуб                         |
| 1        | Греція   | Йоргос Фіотакіс | Воротар  | Лівша        | 25 січня 1971     | Iptamenoi Pagodromoi Athinai |
| 25       | Греція   | Далібор Плуціс  | Воротар  | Лівша        | 15 листопада 1976 | Iptamenoi Pagodromoi Athinai |

| Посада               |         | Прізвище, ім'я         |
| Генеральний менеджер | Румунія | Мірел Думітраке        |
| Головний тренер      | Греція  | Панайотіс Ефкарпідіс   |
| Асистент тренера     | Греція  | Янніс Ятагадзідіс      |
| Лідер команди        | Греція  | Хрістос Хадзіатанассіу |
| Менеджер екіпіровки  | Греція  | Іоанніс Тіліос         |

## Досягнення команди
| Рік  | Місце проведення турніру                                | Досягнення                                               |
| ---- | ------------------------------------------------------- | -------------------------------------------------------- |
| 1992 | Йоганнесбург, Південно-Африканська Республіка           | 21 місце (Бронза в кваліфікації Групи «В» підгрупи «С»)  |
| 1995 | Йоганнесбург, Південно-Африканська Республіка           | з8 місце (9 місце в кваліфікації Групи «В» підгрупи «С») |
| 1998 | Крюгерсдорф / Преторія, Південно-Африканська Республіка | 40 місце (8 місце кваліфікації в групі «D»)              |
| 1999 | Крюгерсдорф, Південно-Африканська Республіка            | 39 місце (8 місце кваліфікації в групі «D»)              |
| 2008 | Люксембург, Люксембург                                  | 45 місце (5 місце кваліфікації в Дивізіоні 3)            |
| 2009 | Данедін, Нова Зеландія                                  | 44 місце (4 місце кваліфікації в Дивізіоні 3)            |

## Статистика зустрічей на міжнародній арені
Станом на 25 травня 2009 року
| Команда | І | В | П | Н | ШЗ | ШП |
| --- | - | - | - | - | -- | -- |
| Туреччина | 6 | 3 | 0 | 3 | 35 | 28 |
| Боснія і Герцеговина                                                                                         | 1 | 1 | 0 | 0 | 10 | 1  |
| [[Файл:Шаблон:КраїнаОІ прапор MNG\|border\|20px]] [[Збірна Монголії з хокею із шайбою\|Шаблон:КраїнаОІ MNG]] | 1 | 1 | 0 | 0 | 10 | 4  |
| Ірландія | 2 | 1 | 0 | 1 | 8  | 6  |
| Ісландія | 1 | 1 | 0 | 0 | 8  | 6  |
| Люксембург                                                                                                   | 4 | 2 | 0 | 2 | 15 | 16 |
| Ізраїль | 3 | 1 | 0 | 2 | 11 | 28 |
| Нова Зеландія                                                                                                | 4 | 1 | 0 | 3 | 16 | 22 |
| Бельгія | 2 | 0 | 1 | 1 | 7  | 19 |
| Північна Корея                                                                                               | 1 | 0 | 0 | 1 | 3  | 7  |
| Австралія | 1 | 0 | 0 | 1 | 2  | 10 |
| Литва | 1 | 0 | 0 | 1 | 1  | 20 |
| ПАР | 2 | 0 | 0 | 2 | 6  | 20 |
| Іспанія | 4 | 0 | 0 | 4 | 3  | 42 |
| Об'єднані Арабські Емірати                                                                                   | 1 | 1 | 0 | 0 | 7  | 1  |